# Территориальная прелатура Деан-Фунеса
Территориальная прелатура Деан-Фунеса (лат. Praelatura Territorialis Funesiopolitana) — территориальная прелатура Римско-Католической церкви с центром в городе Деан-Фунес, Аргентина. Территориальная прелатура Деан-Фунеса входит в митрополию Кордовы. Кафедральным собором территориальной прелатуры Деан-Фунеса является церковь Пресвятой Девы Марии Кармельской.

## История
25 января 1980 года Папа Римский Иоанн Павел II выпустил буллу «Cum Episcopus», которой учредил территориальную прелатуру Деан-Фунеса, выделив её из епархии Крус-дель-Эхе.

## Ординарии епархии
- епископ Ramón Iribarne Arámburu, O. de M.[1] (25.01.1980 — 2.07.1980);
- епископ Lucas Luis Dónnelly Carey, O. de M. (30.12.1980 — 18.01.2000);
- епископ Aurelio José Kühn Hergenreder, O.F.M. (18.01.2000 — 21.12.2013);
- епископ Gustavo Gabriel Zurbriggen (с 21 декабря 2013 года).